# Écorcei
Écorcei település Franciaországban, Orne megyében. Lakosainak száma 376 fő (2022. január 1.). Écorcei Rai, Aube, Auguaise, Brethel, La Chapelle-Viel, L’Aigle és Les Aspres községekkel határos.

## Népesség
A település népességének változása:
| Lakosok száma | 358  | 366  | 390  | 390  | 392  | 394  | 395  | 385  | 376  |
|               | 2013 | 2015 | 2016 | 2017 | 2018 | 2019 | 2020 | 2021 | 2022 |